# Teška voda
Teška voda (D2O) (eng. heavy water) je nastala iz vodikova izotopa deuterija i kisika. 
Koristi se u nuklearnim reaktorima kao usporivač neutrona. Teška voda se nalazi 
u prirodnoj vodi u omjeru 1:5000 molekula. Od obične vode odvaja se elektrolizom. 
Razlike teške i obične vode su u njenoj gustoći, vrelištu i talištu. Teška voda nije otrovna, 
ali njena svojstva dovode do trovanja pa čak i smrti laboratorijskih miševa.

## Karakteristike
| Osobine                       | Teška voda D2O | Obična voda H2O |
| ----------------------------- | -------------- | --------------- |
| Talište (°C)                  | 3,82           | 0               |
| Vrelište (°C)                 | 101,4          | 100             |
| Gustoća (na 20°C, g/mL)       | 1,1056         | 0,9982          |
| Temp. maksimalne gustoće (°C) | 11,6           | 4,0             |
| pH (na 25°C)                  | 7,41           | 7               |